# Tureby Sogn
Tureby Sogn 

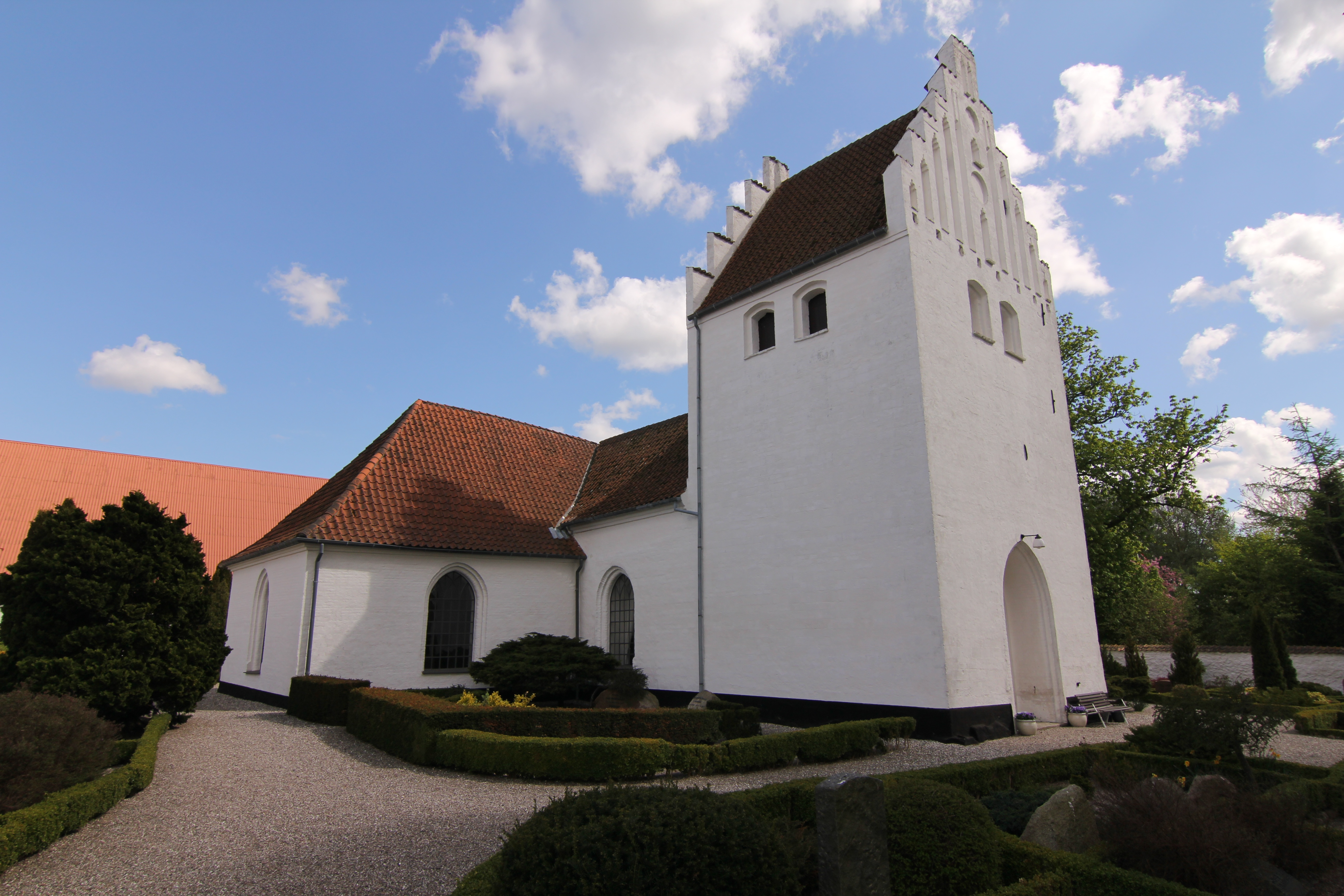
Tureby Kirke

ist eine Kirchspielsgemeinde (dän.: Sogn)
auf der Insel Sjælland im südlichen Dänemark.
Bis 1970 gehörte sie zur Harde Fakse Herred im damaligen Præstø Amt, danach zur Rønnede Kommune im Storstrøms Amt, die im Zuge der  Kommunalreform zum 1. Januar 2007 in der Faxe Kommune in der Region Sjælland aufgegangen ist.
Im Kirchspiel leben 198 Einwohner (Stand: 1. Januar 2023).
Im Kirchspiel liegt die Kirche „Tureby Kirke“.
Nachbargemeinden sind im Südosten Karise Sogn und die in der Faxe Kommune liegenden Enklave des hauptsächlich in der Stevns Kommune liegenden Hårlev Sogn, im Süden Sønder Dalby Sogn, im Westen Freerslev Sogn und Terslev Sogn, sowie in der nördlich gelegenen Køge Kommune Sædder Sogn, welches teilweise in die Faxe Kommune hineinragt, und in der östlich gelegenen Stevns Kommune Vråby Sogn.